# Mylochromis epichorialis
Mylochromis epichorialis är en fiskart som först beskrevs av Trewavas, 1935.  Mylochromis epichorialis ingår i släktet Mylochromis och familjen Cichlidae. IUCN kategoriserar arten globalt som livskraftig. Inga underarter finns listade i Catalogue of Life.